# Фонштейн, Игорь Романович
И́горь Рома́нович Фонште́йн (1886 — 1969) — советский дипломат, партийный деятель.

## Биография
Член РСДРП(б).
С 9 августа 1922 по 21 декабря 1923 года — полномочный представитель РСФСР/СССР в Бухарской народной советской республике.
В 1925 году —  уполномоченный, дипломатический агент НКИД СССР на Дальнем Востоке (Владивосток).
В 1925—1928 годах — консул СССР в Триесте (Италия).
В 1928 году — генеральный консул СССР в Тяньцзине (Китай).
В 1931 году — на руководящей работе в Якутской АССР.
В 1932 году — директор Московских областных партийных курсов для ответственных и руководящих работников в Загорске.
С 1941 года — служба в РККА. Техник-интендант 3 ранга, комиссар отряда народного ополчения В. Кочкина, формируемого в Загорске.
Арестован. В 1940-х годах отбывал ссылку в Джамбуле (Казахская ССР). Дожил до реабилитации в середине 1950-х годов и вернулся в Москву.